# Сифакис, Джордж
Джордж Э́нтони Сифа́кис (англ. George Anthony Sifakis; род.15 января 1969) — американский GR-профессионал и государственный служащий-республиканец, директор Управления по связям с общественностью (март—август 2017 года).

## Биография

### Ранние годы и образование
Родился 15 января 1969 года в греческой семье.
Окончил Род-Айлендский колледж со степенью бакалавра гуманитарных наук.
Также окончил Северо-Восточный университет и Гарвардскую школу Кеннеди.
Получил степень магистра естественных наук в области политологии в Саффолкском университете.

### Карьера

#### Бизнесмен
Вместе со своей супругой основал фирму в области информационного менеджмента «Ideagen», ООО «Axela Government Relations», лайфстайл-бренд «Live. Inspire. Empower!». В 2016 году пара намеревалась открыть итальянский гастроном в старом городе Александрии (Виргиния).

#### Государственный служащий
В годы правления Джорджа Буша-младшего был членом персонала президента по связям с Конгрессом.
В ноябре 2016 года был назначен в команду министерства торговли избранного президента США Дональда Трампа.
В январе 2017 года Трамп объявил о том, что пост директора Управления по связям с общественностью в его администрации займёт Энтони Скарамуччи, но в конечном итоге в марте назначил Джорджа Сифакиса. 18 августа этого же года покинул свой пост вслед за уходом из администрации Трампа главы аппарата Белого дома Райнса Прибуса, близкого союзника и друга Сифакиса.

## Личная жизнь
В браке с Адрианой Пенакьо имеет троих детей. Проживают в Арлингтоне (Виргиния).
Является членом Ордена святого апостола Андрея и носит оффикий (титул) «архонта номофилака» Константинопольского патриархата.